# Clarissa (Roman)
Clarissa. Die Geschichte eines vornehmen Frauenzimmers (engl.  Clarissa, or, The History of a Young Lady epistolary novel) ist ein Briefroman des englischen Schriftstellers Samuel Richardson, der im Jahr 1748 bei C. Rivington und J. Osborn in London erschien. In den Jahren 1748–1753 brachte Vandenhoeck in Göttingen die deutsche Übersetzung von Johann David Michaelis heraus.

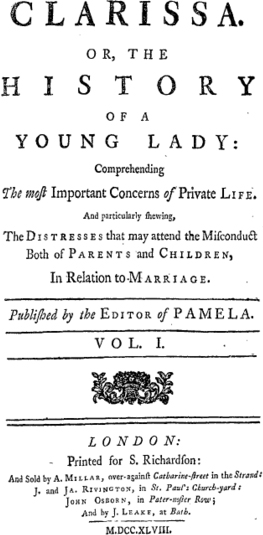
Englische Originaltitelseite von Samuel Richardson’s Clarissa, or, The History of a Young Lady epistolary novel (1748).

Zum Landadel gehörend und durch Verpachtung reich geworden, streben die Harlowes nach größerer Macht. James Harlowe junior, einziger Sohn des Hauses, möchte aus dem niederen Adel aufsteigen und ein Lord werden. Die achtzehnjährige Clarissa, jüngste Tochter des Hauses, muss auf väterlichen Wunsch ihren Beitrag leisten. Der Grundbesitz soll durch Einheirat vergrößert werden. Clarissa möchte ledig bleiben. Es wird ihr nicht gestattet.
Eine der frühen Nachahmerinnen dieses Richardsonschen Beitrages zur Empfindsamkeit ist die französische Romancière Jeanne-Marie Leprince de Beaumont mit ihrer Neuen Clarissa. Eine wahre Geschichte aus dem Jahr 1767.
Johann Karl Wezel mokiert sich über „die Richardsonschen Romane, diese Gallerien von idealen Charaktern und moralischen Gemeinplätzen“. Zirka zwei Jahrhunderte später nennt die deutschsprachige Literaturgeschichtsschreibung Clarissa ein Meisterwerk.

Titelblatt der deutschen Erstausgabe bei Vandenhoeck in Göttingen anno 1748

## Figuren
- Miss Clarissa Harlowe
  - James Harlowe senior, Clarissas Vater
  - Lady Charlotte Harlowe, Clarissas Mutter
  - James Harlowe junior, Clarissas Bruder
  - Miss Arabella Harlowe, Clarissas ältere Schwester
  - John Harlowe, Clarissas Onkel, älterer Bruder von Clarissas Vater
  - Antony Harlowe, Clarissas Onkel, jüngerer Bruder von Clarissas Vater
  - Oberst Morden, Clarissas Cousin und Vormund[5]
  - Mrs. Hervey, Halbschwester von Mrs. Harlowe
  - Miss Dolly Hervey, deren Tochter
  - Mrs. Judith Norton, Clarissas ehemalige Erzieherin
  - Dr. Arthur Lewin, Clarissas ehemaliger Erzieher, Geistlicher bei den Harlowes
  - Roger Solmes, von den Eltern für Clarissa bestimmter Bräutigam
  - Miss Anna Howe, Clarissas beste Freundin
  - Mrs. Howe, ihre Mutter
  - Charles Hickman, ein Verehrer von Miss Anna Howe

- Robert Lovelace (engl. lace – Spitze), ein Libertin, Clarissas Verehrer
  - John Belford, Lovelaces Intimus
  - Richard Mowbray, Thomas Doleman, James Tourville und Thomas Belton. Libertins, Lovelaces Kumpane
  - Lord M., aus Glemham Hall[6], Lovelaces Onkel
  - Lady Sara Sadleir, verwitwete Halbschwester des Lords
  - Lady Betty Lawrance, Lovelaces verwitwete Großmutter
  - Miss Charlotte Montague, Miss Patty Montague. Nichten des Lords

- Mr. Elias Brand, ein pedantischer junger Geistlicher
- Dr. R. H., ein Arzt, Belfords Freund
- Mrs. Moore, Witwe, führt eine Pension in Hampstead
- Mrs. Sinclair, falscher Name einer Londoner Bordell-Betreiberin. Angeblich Witwe des schottischen Obersten Sinclair
- Hauptmann Antony Tomlinson, falscher Name des Bösewichts Patrick McDonald
- Joseph Leman, Diener bei den Harlowes
- William Summers, Diener Lovelaces
- Hannah Burton, Dienerin

## Struktur
Innerhalb eines knappen Jahres werden über fünfhundert Briefe geschrieben. Die Briefpartner in den sieben Teilen des Romans sind hauptsächlich zwei junge Mädchen sowie zwei Männer aus dem niederen Adel; einmal schreiben sich Miss Clarissa Harlowe und ihre beste Freundin Miss Anna Howe sowie Mr. Robert Lovelace und sein Freund Mr. John Belford. Besonders im letzten Romandrittel schreiben auch Damen den Herren und umgekehrt.
Lovelace schreibt das erste Mal im 31. Brief des ersten Teiles an den Freund. Clarissa äußert sich das letzte Mal im 46. Brief des 7. Teiles (an Mrs. Norton). Im letzten Teil dominieren die beiden Herren. Der letzte Brief von Miss Howe (an Mr. Belford) vom 12. Oktober ist der 108. im siebenten Teil.
Einige der sonstigen Schreiber beziehungsweise Empfänger sind unten in der Tabelle aufgeführt. In der dritten Spalte bedeuten Zahlen in runden Klammern die Nummern der Briefe im Text. Nicht alle Briefe sind datiert. Einzelne chronologische Sprünge rückwärts kommen in der Brieffolge vor; zum Beispiel zwischen dem 2. und dem 3. Teil. In der verwendeten Ausgabe beginnt die Durchnummerierung der Briefe in jedem Teil bei Brief Nr. 1.
Clarissas Testament und auch ihre Abschiede finden sich im 7. Teil. Das Testament ist im 86. Brief enthalten. Ihr Abschiedsbrief vom 24. August an Lovelace steht im 89. Brief und der an Oberst Morden im 97. Brief.
| Teil | Anzahl der Briefe | Sonstige Briefpartner | Datum                       |
| ---- | ----------------- | --- | --------------------------- |
| 1    | 44                | keine | 10. Januar bis 21. März     |
| 2    | 46                | keine | 22. März bis 10. April      |
| 3    | 79                | Joseph Leman (2,3,45,46), Arabella Harlowe (9), Mrs. Hervey (47,50), Mr. Hickman (71) | 8. April bis 4. Mai         |
| 4    | 43                | Mrs. Norton (6-9), Lord M. (17,32) | 7. Mai bis 31. Mai          |
| 5    | 74                | Patrick McDonald alias Tomlinson (71), Mr. Mowbray (73) | 2. Juni bis 29. Juni        |
| 6    | 125               | Mrs. Howe (3,4,63,64), Hannah Burton (5,6), Mrs. Norton (7,8,14-16,68,69,82,84,88,89,115,116), Lady Betty Lawrance (9,10,13), Miss Charlotte Montague (36,38,39,80,91,93,101), Arabella Harlowe (58-62,70,85,87,99), Clarissas Mutter Lady Charlotte Harlowe (63,64,82,100), Lord M. (105), Clarissas Onkel John Harlowe (109,110), Clarissas Onkel Antony Harlowe (113,114)              | 30. Juni bis 22. August     |
| 7    | 116               | Dr. Arthur Lewin (9,10), Arabella (11,12,63,70), Mrs. Norton (13-15,40,46,62), Mr. Brand (25), Oberst Morden (28,29,43,79-84,87,96-99), Dr. H. (42), Mr. Mowbray (56,59,75,77), John Harlowe (64,71), Clarissas Vater James Harlowe (67), Lady Charlotte Harlowe (68), Clarissas Bruder James Harlowe (69,85,86), Antony Harlowe (71), Lord M. (88,104-107), Miss Charlotte Montague (89) | 22. August bis 18. Dezember |

## Inhalt

### Teil 1
Clarissa – in der Familie Klärchen genannt – gesteht ihrer Briefpartnerin Anna Howe, sie habe sich mit den Geschwistern immer gut verstanden, bis sie der Großvater als den auserkorenen kleinen Liebling seiner alten Tage testamentarisch mit Grundbesitz bevorzugt habe. Anna wünscht von Clarissa Auskunft, weshalb sich deren Bruder James mit Lovelace geschlagen habe. Clarissa erwidert, Lovelace sei als begüterter Freier ins Haus eingeführt worden. Clarissas Schwester Arabella habe dem Herrn einen Korb gegeben, obwohl er einmal reich erben würde und unter Umständen den Titel seines Onkels M. übernehmen könnte. Darauf habe Lovelace ein Auge auf Clarissa geworfen. Arabella und ihre beiden Onkel hätten nichts gegen die neu anvisierte Verbindung, doch die Mutter lehne Lovelaces „unordentliche Lebens-Art“ ab. Clarissas Bruder James habe Lovelace seinen Feind genannt und der Vater habe nur Schlechtes über den verschwenderischen jungen Herrn mit dem ausschweifenden Lebenswandel gehört.
Da Lord M., jener oben genannte Onkel Lovelaces, das Einheiraten in das zu Reichtum gelangte Haus Harlowe wünscht, wenn nicht über eine Heirat mit Arabella, dann eben über Clarissa, hatte Lovelace eine zweite Chance bekommen. Aber der eigensinnige, verdrießliche James, der Lovelace schon auf der Universität gehasst habe, hatte den ehemaligen Kommilitonen derart beschimpft, dass der Beleidigte den Degen habe ziehen müssen.
Wegen James’ fiebriger Verwundung sind die Eltern außer sich und verbieten Clarissa den Briefwechsel mit Lovelace. Nachdem sich James auf dem Wege der Besserung befindet, sucht er zusammen mit Arabella den krummen, breitschultrigen Herrn Solmes als neuen Freier für Clarissa aus. Der Vater nennt das Ungeheuer, wie Clarissa den begüterten Herrn Solmes tituliert, seinen Freund. Sogar die Mutter – wie die anderen in der Familie, erpicht auf noch mehr Reichtum – umschmeicheln diesen „elenden Kerl“. Solmes, als künftiger Herr und Tyrann Clarissas von der Familie ins Auge gefasst, gibt die Schmeicheleien zurück. Das Mädchen muss drei Besuche des stocknüchternen Geschäftsmannes auf seinem Zimmer ertragen. Für den Widerstand der Tochter gegen die vorteilhafte Verbindung kann der Vater keinerlei Verständnis aufbringen. Er duldet keinen Einwand und fordert von Clarissa Gehorsam, wenn sie nicht ihr Erbteil verlieren will.
Anna Howe schreibt Clarissa, als der hochmütige James herablassend um ihre Hand angehalten habe, wäre sie von dessen ungestümer Wesensart abgestoßen worden. Lovelace hingegen erscheine ihr als liebenswürdiger junger Herr, der weder spiele noch trinke und gern schreibe. Ein solcher Mann könne nicht lasterhaft sein. Lovelace habe Anna aufgesucht und sich bei ihr über die Familie Harlowe beklagt. Die Harlowes hätten Spione nach ihm ausgesandt. Clarissa erwidert, zwar ziehe sie Herrn Lovelace Herrn Solmes vor, doch sei sie in ersteren nicht verliebt.
Clarissa erfährt den wahren Grund des Duells zwischen ihrem Bruder und Lovelace. Die Geschwister tun alles, um die Heirat Clarissas mit Lovelace zu hintertreiben. Obwohl Lovelace Arabella längst verschmäht hat, sei sie noch immer in den einzigen Mann, der sie freite, verliebt.
Clarissa macht die Mutter mit den von Lovelace erhaltenen Briefen bekannt. Die Mutter bezweifelt nach Kenntnis dieser Briefe an Clarissas Adresse, dass dieser Mann der Richtige ist. Darauf kann Clarissa nur antworten, Solmes, dieses Ungeheuer mit mangelhaften Sitten und Verstand, kann sie keinesfalls heiraten. Ihren Ekel vor diesem Herrn könne sie nicht überwinden. Zudem möchte sie nicht von ihrem gewinnsüchtigen Bruder James in pöbelhafter Absicht benutzt werden. Der wolle mit dieser Verbindung der Solmesschen Verwandtschaft lediglich Ländereien rauben.
Clarissa lässt sich nicht überreden. Sie bittet Solmes, ihren Verehrer mit dem „sehr kleinen, niederträchtigen Herz“, von weiteren Besuchen Abstand zu nehmen und sich „nach einer andern Partie“ umzusehen. Solmes, unbeeindruckt, hofft auch künftig auf Clarissa, die erste Frau, die er lieben kann. Die Mutter, die „das Geld übermäßig liebt“, fleht die Tochter vergeblich an, Solmes – den Mann aus „guter Familie“, der schuldenfreie und einträgliche Güter besitzt – „einige Hoffnung zu geben“. Die Mutter stellt sich gegen die Tochter; nennt sie das „allerhalsstarrigste“ Mädchen. Clarissa ist betrübt. Die liebe Mutter will sie keinesfalls zur Feindin. Natürlich distanziert sich auch Arabella von der trotzigen Schwester. An Lovelaces Degen klebe das Blut des Bruders.
Bruder James spielt den Herrn im Hause. Er ersetzt Clarissas Zofe durch eine ihm blind ergebene Bedienstete und verordnet der Schwester Stubenarrest. Clarissa schreibt munter weiter. Die Briefpartnerin Anna Howe wird von der eigenen Mutter gerügt, weil sie angeblich Clarissa brieflich zum Ungehorsam gegen die Eltern angestiftet habe. Der Briefeschreiber Lovelace lässt nicht locker. Er schlägt Clarissa vor, gemeinsam mit dem Onkel Lord M. bei der Familie um gut Wetter zu bitten. Clarissa erwägt die Flucht zu Lord M. Die ganze Abneigung der Familie Harlowe spürt Lovelace, als er „Aussöhnung“ während eines sonntäglichen Kirchganges sucht.
Als Clarissa ihren Onkel Antony für sich einnehmen möchte, bemerkt sie, der Wind hat sich inzwischen gedreht. Der Onkel, vordem für Lovelace, erteilt Clarissa eine Abfuhr. Lovelace, der „Erzbösewicht“, sei ein „berüchtigter Hurenhengst“.
Clarissa hat die Verwaltung des vom Großvater ererbten Gutes dem Vater überlassen. Anna Howe rät ihr, das Gut in Besitz zu nehmen und so ihre „schimpfliche Gefangenschaft“ zu überwinden. Der Vater beantwortet Clarissas Absichten streng. Falls sie den liederlichen Lovelace heiratete, werde er gegen die eigene Tochter prozessieren. Clarissa will lieber vor den Türen betteln als gegen den Vater gerichtlich vorgehen.

### Teil 2
Der Bruder spricht Clarissa das Recht auf ein Nein zu dem vom Vater gutgeheißenen Heiratskontrakt mit Herrn Solmes ab. Clarissa weiß nicht ein noch aus. Während Anna Howe vor einer Reise auf Solmes' Gut warnt, wo ihre umgehende Verehelichung drohe, rät ihr Lovelace brieflich, im Hause von Mrs. Howe Schutz zu suchen. Onkel John schreibt Clarissa, dem „allzulistigen, undankbaren, unartigen Kind“, ebenso Bedrohliches wie Onkel Antony bereits geschrieben hat.
Clarissa erfährt, sie soll bei Onkel Antony untergebracht werden und dort zu einer Kapelle geführt werden, in der Solmes auf sie warte. Lovelaces nächster Brief ist gar zu dreist. Clarissa überlegt: Wird die Familie nachgeben, wenn sie ganz mit Lovelace bricht? Sie bietet der Familie einen Kuhhandel an: Clarissa verzichtet zugunsten der Familie auf ihr Gut, falls ihre Gegner einlenken. Anna will ihre Mutter bitten, Clarissa gegebenenfalls fürs Erste in ihrem Haus aufzunehmen.
Clarissa sieht Lovelace als Klippe, an der sie scheitert und Solmes als Sandbank, auf der sie sitzenbleibt. Anna Howe teilt sie die Rolle der Lotsin auf dieser stürmischen Meerfahrt zu. Als Clarissa von Anna Howe erfährt, dass Lovelace eine 17-Jährige verführt habe, hasst sie ihn mehr als Solmes. Im darauffolgenden Brief aber versucht Anna des jungen Mannes Ehre zu retten. Alles sei Verleumdung. Lovelace habe edel an jener Jungfrau gehandelt.
Clarissa hofft auf die Ankunft des Obersten Morden. Der könne sie kraft seiner Befugnis als Vormund in ihr Gut einsetzen. Clarissa hat reden hören, Solmes fürchte sich vor dem bevorstehenden Treffen mit ihr genausosehr wie sie.

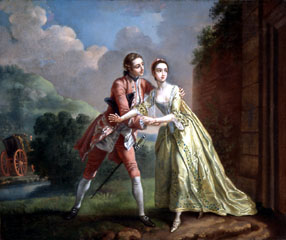
Francis Hayman 1753:
Clarissa Harlowe lässt sich von Robert Lovelace aus dem Elternhaus entführen

Lovelace will etwas gegen Clarissas Unterbringung bei Onkel Antony unternehmen, doch Clarissa möchte in dem Falle lieber zu Anna flüchten. Während des befürchteten Treffens mit dem herausgeputzten Solmes im Elternhause tut Clarissa dem Freier ihre „unüberwindlichen Einwendungen“ gegen seine Person kund. Sie bleibt fest. Der Bruder und die Onkel kommen gegen Clarissas Willen nicht an. Die ganze Familie wird durch Clarissas Heftigkeit abgeschreckt. Solmes muss sich zurückziehen, nicht ohne der Angebeteten vorher zu gestehen, ihr Widerstand habe sie in seinen Augen noch begehrlicher gemacht und er hoffe weiter.
Lovelace will Clarissa heiraten und schlägt vor, sie soll sich auf ihr Gut zurückziehen. Er will auch dafür sorgen, dass sie ohne Umschweife ihr Eigentum in Besitz nehmen kann. Clarissa möchte lieber zu Mrs. Howe fliehen. Darauf schlägt Anna Howe vor, sie wolle entweder mit Clarissa heimlich nach London gehen oder Clarissa soll sich in den Schutz von Lord M. und dessen Schwestern begeben. Als dritte Variante schlägt die Beraterin Anna vor, den Ehevertrag mit Lovelace zu unterzeichnen. Clarissa hingegen will allein nach London fliehen, sieht aber die Undurchführbarkeit ihres Planes ein.
Mr. Brand, ein junger Geistlicher aus Oxford, soll Clarissa trauen, weil der mit den Harlowes verbundene Geistliche Dr. Lewin sich weigert, das Fräulein gegen seinen Willen zu verheiraten.
Clarissa schreibt an Anna Howe aus einem Wirtshaus in St Albans, sie sei nun mit einer Mannsperson durchgegangen.

### Teil 3
Clarissa bereut ihre „allerübereileste Handlung“. Die Unterkunft ist unbequem. Ihren frohlockenden „Verführer“ – der Schmeichler nennt sie Lady – kann sie kaum ausstehen. Lovelace hingegen – er hat sich auf der Flucht sicherheitshalber in Robert Huntingford umbenannt – schwärmt seinem Briefpartner Belford vor: „Dieses Kind ist ganz lebendig, ganz glühend, ganz Fleisch und Blut, und doch so zart, dass eine jede schlagende Ader durch die Haut scheinet.“
Lovelace fürchtet, seine Göttin könnte entfliehen. Ein sicherer Ort ist gefragt. Er verabschiedet sich von dem Heiratsprojekt. Denn obwohl er seiner Ansicht nach gesellschaftlich höher als die Harlowes steht, ist er von diesen Leuten höhnisch abgewiesen worden; wurde gezwungen, Clarissa zu entführen. Da ist es ein kleiner Schritt zu solchen Fragen wie: Ist Clarissa tugendhaft? Wurde ihre Tugend je auf die Probe gestellt? Der Junggeselle fürchtet, er als Lebemann könnte eine gar zu tiefsinnige Frau bekommen.
Anna Howe rät Clarissa brieflich zu ein wenig mehr Entgegenkommen. Clarissa erwidert, eine Demütigung durch Lovelace wolle sie nicht hinnehmen und überlegt, wohin sie vor ihrem „Beschützer“ fliehen könnte. Anna macht sich Sorgen. Sie empfiehlt der Freundin umgehende Heirat – des Geredes der Leute wegen.
Über einen seiner Kumpane, den Libertin Doleman, bringt Lovelace seine Göttin im Bordell der Witwe Sinclair unter. Den Namen Sinclair hat Lovelace erfunden. Clarissas Bruder James hat erfahren, dass die Schwester noch ledig ist. Deshalb will er sie in London aufspüren und entführen. Arabella schreibt, der Vater habe Clarissa verflucht, alle Familienmitglieder hätten sich von ihr losgesagt und sämtliche Herren, denen sie je einen Korb gegeben hatte – mit Ausnahme von Solmes – frohlockten.
Zwar weiß Clarissa nicht, dass sie in einem Bordell wohnt, aber sie rätselt: Hat das Lächeln und das dreiste Geschwätz des weiblichen Personals eine böse Bedeutung? Gehören die anwesenden Herren Belton, Mowbray, Tourville und Belford zur unanständigen Gesellschaft? Clarissa beobachtet, der zirka 30-jährige schwindsüchtige, eingebildete Kavalier Belton ist ein Trinker und Spieler. Der etwa 34-jährige, weitgereiste, hochmütige, kostbar gekleidete, dreiste Religionsgegner Herr Mowbray trägt zwei Gesichtsnarben und kommandiert ständig seine um ihn herum scharwenzelnden, zitternden Diener. Der 31-jährige, ebenfalls kostbar, aber buntscheckig gekleidete Geck Herr Tourville vergnügt die Gesellschaft mit dem Vortrag französischer sowie italienischer Gesangsstücke und verspottet die Frauen. Lovelace ist der jüngste in diesem Männerkreis. Den 28-jährigen, belesenen Belford hält Clarissa für anständig. Sie schreibt an Anna Howe, längerer Aufenthalt in der unerträglichen Gesellschaft der Frau Sinclair werde ihr keine Ehre bringen; sie müsse „Herrn Lovelacen und dieses Haus als die Pest fliehen“.
Frau Howe verbietet Clarissa, ihrer Tochter Anna zu schreiben. Anna ist empört und erwägt, nach London zu ziehen. Sie beauftragt ihren Verehrer Herrn Hickman mit der Post.
Belford schreibt Lovelace aus Edgware und bewundert Clarissa als unschuldiges Kind, das er sich selbst zur Frau wünscht. Belford fordert den Freund auf, auch im Auftrag von Belton, Mowbray und Tourville, das schöne Fräulein zu heiraten. Lovelace meint in seiner Erwiderung, das gefangene Vögelchen liebe ihn gar nicht. Belford schimpft den Freund ruchlos.
Der besonnene Oberst Morden rät Clarissa brieflich aus Florenz von einer Verbindung mit Lovelace ab, denn letzterer werde sich vermutlich nicht bessern.

### Teil 4
Von Anna Howe angestiftet, bittet Mrs. Norton, Clarissas ehemalige Erzieherin, bei Lady Harlowe vergeblich um gut Wetter. Trotz Verbotes durch Mrs. Howe geht der Briefwechsel zwischen Anna und Clarissa weiter. Anna rät Clarissa wiederum zur Heirat mit Lovelace. Clarissa denkt an Oberst Mordens Brief und sinniert: Will ich wirklich die Frau eines kaltsinnigen Bösewichts werden? Eigentlich liebe ich ihn nicht.
Lovelace seinerseits will Clarissa mit List und Betrug „überwinden“. Nach seinem „Sieg“ will er sie heiraten. Belford kann solche „liederlichen Triebe“ nicht gelten lassen. Lovelace bleibt dabei. Er müsse das Mädchen mit dem Löwenherz bändigen. Clarissa sei lediglich auf ihre Züchtigkeit übertrieben stolz.
Die weiblichen Insassen des Bordells reden Lovelace ein, Clarissa sei soweit. Er könne sie verführen und dabei Gewalt anwenden.

### Teil 5
Im Bordell wird des Nachts ein kontrollierbares Feuer entfacht. Die bestürzte Clarissa wird „fast nackend“ in Lovelaces Arme getrieben. Tags darauf entflieht das „beinahe entehrte“ Fräulein vor dem „Betrüger“ zu Frau Moore nach Hampstead. Aber Lovelaces Diener William Summers stöbert die Ausreißerin auf. Clarissa wird mit Hilfe des falschen Hauptmanns Tomlinson neuerlich ins Bordell gelockt, mit einem „Schlaftrunk“ betäubt und von Lovelace mit der „Hauptabsicht“ vergewaltigt, diese Frau zur „Bettgesellin“ zu machen.
Clarissa nennt sich „erniedrigte Person“ und Lovelace den „schändlichsten Kerl von der Welt, den Satan selbst“. „Lovelacin“ will die „Gemahlin“, wie der Vergewaltiger sie nennt, nimmermehr heißen. Clarissa ist über Nacht vergesslich, wiederholt sich und fürchtet sich vor der Frau Sinclair. Gestraft und gedemütigt, der Ehre beraubt und „jämmerlich gemisshandelt“ vom „niederträchtigsten Bösewicht auf Erden“, möchte die ehemals stolze Clarissa bei Wasser und Brot ins Tollhaus. Für Lovelace aber ist der Raub der Jungfernschaft, bei dem Clarissas Körper erschüttert wurde, eine angenehme Sache. Während Lovelaces Abwesenheit unternimmt Clarissa einen Fluchtversuch aus dem Bordell. Die Sinclair folgt ihr auf die Gasse und fordert sie zur Umkehr auf. Clarissa weint und gehorcht. Beim zweiten Ausbruchsversuch im Beisein von Lovelace schreit Clarissa aus dem vergitterten Bordellfenster heraus empörte Passanten auf der Gasse zusammen.
Dem Lord M. geht es schlecht. Lovelace glaubt, wenn er Lord werden würde, stiege er in Clarissas Ansehen. Auf einmal duzt Clarissa ihren Peiniger. Sie will das Bordell verlassen. Und sterben möchte sie am liebsten. Nichts da! Lovelace möchte die „Gemahlin“ einerseits zum Altar führen und sieht sich andererseits als Vater von Clarissas erstgeborenem – freilich unehelichem – Kinde. An der Idee von der Schwangerschaft hält Lovelace – ganze ohne Schuldbewusstsein – fest. Später wird er in einem seiner letzten Briefe an den Freund Belford schreiben: „Einen Spaß nenne ich alles, was zwischen ihr und mir vorgefallen ist, einen bloßen Spaß, darum zu sterben! Denn hat sie nicht vom Anfange bis zum Ende unendlich mehr über mich gesieget, als von mir gelitten?“
Lovelace, der den erkrankten Onkel Lord M. außerhalb Londons aufsuchen musste, erhält von Mowbray Nachricht: Clarissa ist fort.

### Teil 6
Am 28. Juni meldet sich Clarissa erstmals nach ihrer Vergewaltigung mit einem Brief aus der Covent Gardener Königsstraße zu Wort. Sie schreibt an Anna Howe. Diesmal ist sie bei grundehrlichen, doch wildfremden Leuten – Rahel Clark und Mr. Smith, Besitzer eines Strumpf- und Handschuhladens – untergekommen. Clarissa ist des Lebens überdrüssig; möchte lieber sterben als heiraten. Ihr sehnlichster Wunsch ist, vor dem Tode mögen die Eltern ihr vergeben.
Zwar hebt der Vater seinen Fluch auf, doch die Geschwister und Onkel schreiben ihr eine stattliche Serie unbarmherziger Briefe; ausnahmslos voll von Hass und Schadenfreude. Diese unversöhnlichen Beschimpfungen werden von der Empfängerin Stück für Stück beantwortet. Wenn Clarissa brieflich um den Segen der Mutter bittet, kniet sie beim Schreiben. Seit sie sich einschließt und streng fastet, geht es ihr gesundheitlich schlecht.
Anna darf wieder schreiben und ermutigt die Freundin zum Weiterleben. Clarissas Cousin Oberst Morden käme bald aus dem Ausland zurück. Sicherlich werde er sich um die Cousine kümmern, werde dafür Sorge tragen, dass ihr Gerechtigkeit widerfahre. Clarissa fürchtet, der hitzige Oberst könnte sich in Gefahr bringen, weil sie so lange ohne Schutz gewesen ist und er sie vermutlich rächen wolle. Später schreibt die ehemalige Erzieherin Frau Norton an Clarissa, der Oberst sei gelandet und werde, über Canterbury reisend, erwartet.
Lovelaces Familie geht mit dem Verführer hart ins Gericht. Gleichmütig pflichtet das schwarze Schaf Lovelace den schreienden, tobenden alten Leuten bei. Als junger Mann habe er sein „eignes Vergnügen“ gehabt. Er wolle die Schande durch Heirat aus der Welt schaffen. Seine Schöne werde das allerdings durch ihre unnachgiebig-abweisende Haltung sicherlich verhindern. Für sein Verhalten findet Lovelace Entschuldigung und wird ungeduldig. Seine „unerhörte Bosheit, die Hitze einer feurigen Liebe“, müsse mit Heirat zu sühnen sein. Lovelace weiß aber summa summarum nicht, was er will. Einerseits sieht er sich schon als Toter: „Wie töricht doch sein Fräulein Clarissa Harlowe ist! Was für eine Witwe gäbe sie ab!“ Und andererseits möchte er leben; möchte einen solchen Engel wie Clarissa keinesfalls verlieren.
Mrs. Sinclair will von Clarissas begüterter Verwandtschaft mit gerichtlichen Mitteln Mietforderungen für ihr Bordell eintreiben und lässt das Fräulein durch ihre Huren nach High Holborn entführen. Die zahlungsunfähige Clarissa wird inhaftiert. Belford, der das Vertrauen Clarissas gewonnen hat, bewirkt vor Gericht die Aufhebung von Mrs. Sinclairs Klage. Clarissa kehrt frei zu dem Strumpfhändler-Paar zurück. Sie möchte Belford mit der Vollstreckung ihres letzten Willens betrauen.

### Teil 7
Gegen ihre Gewohnheit schreibt Clarissa an Lovelace beinahe euphorisch, eine Aussöhnung mit dem geliebten Vater sei ihr – vermittelt durch Oberst Morden – in Aussicht gestellt. Der Oberst hat nach einem längeren Gespräch mit Lovelace den Eindruck, der Sünder bereue. Morden empfiehlt Clarissa die Ehe mit Lovelace. Clarissa lehnt ab. Daneben erhält Clarissa einen guten Rat nach dem andern. Clarissas ehemaliger Erzieher Dr. Arthur Lewin favorisiert gerichtliche Verfolgung des Übeltäters. Clarissa ist überzeugt, die englische Justiz werde Lovelace ungeschoren davonkommen lassen. Schwester Arabella, die wider Erwarten endlich einlenkt, will Clarissa einen mehrjährigen Aufenthalt bei Freunden der Familie im fernen Pennsylvanien einreden, „bis alles verraucht ist“.
Die Aussöhnung mit den Eltern scheitert an Clarissas starrköpfigem Bruder. Aus Protest gegen die Welt hungert sich Clarissa zu Tode. Über diese Qual berichtet sie: „Es ist nicht so hart zu sterben, als ich geglaubet habe. Die Vorbereitung ist die Schwierigkeit.“ Am 8. September stirbt sie an Auszehrung.
Lovelace kehrt dem Königreich den Rücken. Er unternimmt eine Vergnügungsreise nach Paris und Italien. Belford, der den Freund entschuldigen möchte, wird von Oberst Morden in die Schranken verwiesen.
Ein paar Monate später – Mitte Dezember – duelliert sich Oberst Morden, von Wien kommend, an der italienischen Grenze mit Lovelace. Am Tag nach dem Duell stirbt der schwer verwundete Lovelace.

## Rezeption
Der französische Aufklärer und Enzyklopädist Denis Diderot war ein Bewunderer der Werke von Samuel Richardson. In seiner Schrift Éloge de Richardson (1760) lobte er ihn dafür, das Genre des Romans auf ein ernsthaftes Niveau gehoben zu haben. Vieles aus dem Sujet des Romans Clarissa or, The History of a Young Lady fand seinen inspirierenden Weg in Diderots Roman La Religieuse. Während Diderot an seinem Roman Le Neveu de Rameau arbeitete, verstarb Richardson am 4. Juli 1761.
Literaturgeschichte Jørgensen, Bohnen, Øhrgaard 1990
Die „psychologische Analyse der weiblichen Gefühle“ werde – für die Mitte des 18. Jahrhunderts – ungewöhnlich tiefschürfend abgehandelt. Im Gegensatz zu Lessings Miss Sara Sampson verweigere sich Clarissa dem Liebhaber vor der Ehe.
Dissertation Nicklas 1995
Im Kontext westeuropäischer Romantradition hat der Anglist Pascal Nicklas 1995 in Frankfurt über Clarissa promoviert. Eigentlich geht es um den titelgebenden seelischen Kummer, Affliction genannt. Doch ausgehend von den Termini „Gewalt und Empfindsamkeit“ im Untertitel verkörpere Lovelace mit seinem Eindringen in Clarissa jene männliche Gewalt, die Clarissa mit weiblicher Empfindsamkeit beantworte. Richardson vermeide das Happy End der Liebesgeschichte, indem Clarissa sich dem Manne nach der Vergewaltigung nicht in irgendeiner Form ergebe, zum Beispiel durch Heirat oder andere Bindung (Schwangerschaft mit anschließender Geburt eines Kindes), sondern ihre Integrität behalte, indem sie den Weg des Verhungerns wähle und endlich durchstehe. Richardson exerziere nebenher Gerechtigkeit vor. Das oben erwähnte Eindringen in den Körper Clarissas beantworte Oberst Morden im Duell. Gerechtigkeit widerfahre dem Bösewicht, indem der Degen Mordens im Gegenzug in Lovelaces Körper todbringend eindringe.
Nicklas nennt weiterführende, zumeist englischsprachige Literatur:
- 1749: Sarah Fielding: Remarks on ›Clarissa‹, addressed to the Author. London
- 1767: Jeanne-Marie Leprince de Beaumont: La Nouvelle ›Clarice‹, histoire véritable.
- 1771: Sophia Briscoe[30]: Miss Melmoth or the new ›Clarissa‹. London
- 1788: Robert Porrett: ›Clarissa‹ or the fatal seduction. London
- 1913: A.H. Upham: A Parallel for Richardson’s ›Clarissa‹.
- 1931: Paul Dottin: Samuel Richardson, Auteur de ›Clarisse‹. Paris
- 1932: Hans Galinsky: Der Lucrezia-Stoff in der Weltliteratur. Breslau
- 1959: Kinkhead-Weekes: ›Clarissa‹ Restored?
- 1963: William J. Farrell: The Style and the Action in ›Clarissa‹.
- 1964: Christopher Hill: Clarissa Harlowe and Her Times. New York
- 1968: T.C. Duncan Eaves, Ben D. Kimpel: The Composition of ›Clarissa‹ and its Revisions before Publication. PMLA 83
- 1969: William C. Slattery: The Richardson-Stinstra[31] Correspondence and Stinstra’s Prefaces to ›Clarissa‹. London
- 1972: Peter Uwe Hohendahl: Empfindsamkeit und gesellschaftliches Bewußtsein…am Beispiel von… ›Clarissa‹. Jahrbuch der deutschen Schillergesellschaft
- 1973: S. van Marter: Richardson’s Revisions of ›Clarissa‹ in the Second Edition.
- 1975: Anthony Kearney: Samuel Richardson: ›Clarissa‹. London
- 1977: John Traugott: ›Clarissa‹’s Richardson. Berkeley
- 1981: Jonathan Loesberg: Allegory and Narrative in ›Clarissa‹. Novel
- 1982: Terry Castle: Clarissa’s ciphers. meaning & disruption (engl. disrupt – zertrümmern) in Richardson’s Clarissa. Cornell University Press, Ithaca. ISBN 0-8014-1495-4
- 1982: Terry Eagleton: The Rape of ›Clarissa‹. Oxford
- 1982: Lady Elizabeth Echlin: An Alternative Ending to Richardson’s ›Clarissa‹. Bern
- 1984: Christina Marsden Gillis: Epistolary Form in ›Clarissa‹. Gainesville
- 1985: Florian Stuber: On Fathers and Authority in ›Clarissa‹.
- 1989: Robert A. Erickson: ›Clarissa‹ and Scripture.
- 1990: Nicholas Hudson: Arts of Seduction and the Rhetoric of ›Clarissa‹. Modern Language Quarterly[32]
- 1992: Tom Keymer: Richardson’s ›Clarissa‹ and the Eighteenth-Century Reader. Cambridge

## Adaptionen

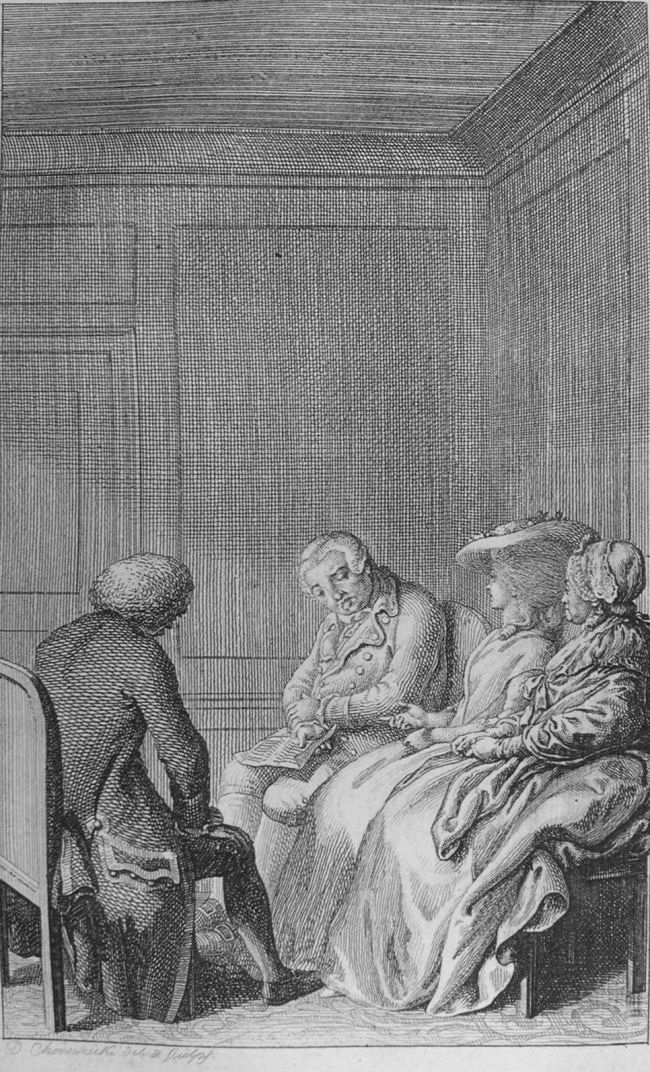
Chodowiecki 1785: Clarisse

### Grafik
- Die französische Ausgabe hat Chodowiecki 1785 mit Kupferstichen illustriert.

### TV-Film
- 1991, BBC: Samuel Richardson’s ›Clarissa‹. History of a Young Lady (Sprachen: Englisch, Deutsch. 2 DVDs 201 min) von Robert Bierman mit Saskia Wickham als Clarissa, Sean Bean als Lovelace, Hermione Norris als Anna Howe, Sean Pertwee als John Belford und Julian Firth als Roger Solmes.[33]

### Hörspiel
- 20. März 2010, in englischer Sprache: BBC Radio 4: Clarissa von Marilyn Imrie (Dramaturg: Hattie Naylor) mit Zoe Waites als Clarissa und Richard Armitage als Lovelace.[34]

## Deutschsprachige Literatur

### Ausgaben
- Samuel Richardson: Clarissa. Die Geschichte eines vornehmen Frauenzimmers. Digitalisat und Volltext im Deutschen Textarchiv: Teil 1, Teil 2 1748, Teil 3, Teil 4 1749, Teil 5, Teil 6 1750, Teil 7 1751, Teil 8 1753 Göttingen[A 6]
- Samuel Richardson: Clarißa. Mit Buchschmuck von Arthur Gratz. Wiegandt & Grieben, Berlin 1908. 495 Seiten
- Samuel Richardson: Clarissa Harlowe. Roman. Aus dem Englischen übersetzt und bearbeitet von Ruth Schirmer. Manesse, Zürich 1966. 573 Seiten (Manesse Bibliothek der Weltliteratur, 1. Aufl.).
- Samuel Richardson: Clarissa oder Die Geschichte einer jungen Dame. Mit einem Nachwort von Iris Denneler. Übersetzt und ausgewählt von Wilhelm und Fritz Miessner. 508 Seiten. Ullstein Taschenbuch, Berlin 1994. ISBN 978-3-548-30337-6.

### Sekundärliteratur
- Sven Aage Jørgensen, Klaus Bohnen, Per Øhrgaard: Aufklärung, Sturm und Drang, frühe Klassik 1740–1789. In Helmut de Boor (Hrsg.), Richard Newald (Hrsg.): Geschichte der deutschen Literatur, Band VI. C.H. Beck, München 1990, ISBN 3-406-34573-5.
- Pascal Nicklas: The School of Affliction. Gewalt und Empfindsamkeit in Samuel Richardsons ‚Clarissa‘. (Bd. 9: Anglistische und Amerikanistische Texte und Studien). Georg Olms Verlag, Hildesheim 1996 (Diss. Frankfurt (Main) 1995). ISBN 3-487-10300-1.